# Slavko Štimac
Slavko Štimac (Konjsko Brdo kraj Perušića, 15. listopada 1960.) je hrvatski i srbijanski filmski glumac.

## Životopis
Slavko Štimac rođen je u Konjskom Brdu kraj Perušića 1960. godine. Filmsku karijeru započeo je u uspješnim dječjim filmovima. Svoju je prvu ulogu odigrao u "Vuku samotnjaku" Obrada Gluščevića 1972. godine, izabran za glavnu ulogu među ličkom djecom, govornicima autentičnog ličkog dijalekta. U jednom od najpoznatijih, najpopularnijih i najuspjelijih hrvatskih dječjih filmova "Vlak u snijegu" redatelja Mate Relja glumio je 1976. godine. Po Štimčevim riječima, najteže mu je bilo tijekom snimanja TV serije "Salaš u malom ritu" redatelja Branka Bauera 1976. godine "jer je snimanje trajalo godinu dana i učenje nakon cjelodnevnog rada na setu bilo je svakodnevnica".
Zbog posla se u Beograd preselio sredinom 1970-ih godina.
Kasnije se proslavio u filmovima Emira Kusturice "Sjećaš li se Dolly Bell?" i "Underground".
U New York je otišao 1996. godine, za suprugom. U Americi je snimio dva filma, od kojih je u jednom glumio i s Adrienom Brodyjem.
Živi u Beogradu s obitelji.

## Filmografija

### Filmovi
| Naslov                                | Godina | Uloga                          |
| ------------------------------------- | ------ | ------------------------------ |
| Vuk samotnjak                         | 1972.  | Ranko                          |
| Sutjeska                              | 1973.  | kurir                          |
| Zimovanje u Jakobsfeldu               | 1975.  | Milan Maljević                 |
| Salaš u Malom Ritu                    | 1976.  | Milan                          |
| Vlak u snijegu                        | 1976.  | Ljuban Marić                   |
| Cross of iron                         | 1977.  | Michail                        |
| Specijalno vaspitanje                 | 1977.  | Pera Trta                      |
| Tigar                                 | 1978.  | Cok                            |
| Tamo i natrag                         | 1978.  | Marko Jovanović                |
| Dvoboj za Južnu prugu                 | 1978.  | Bane                           |
| Godišnja doba Željke, Višnje i Branke | 1979.  |                                |
| Pakleni otok                          | 1979.  |                                |
| Ko to tamo peva                       | 1980.  | mladoženja                     |
| Sjećaš li se Dolly Bell?              | 1981.  | Dino                           |
| Živeti kao sav normalan svet          | 1982.  | mladić u kolicima              |
| Igmanski marš                         | 1983.  | Gane Truba                     |
| Čudo neviđeno                         | 1984.  | brat Kondić                    |
| Varljivo leto '68                     | 1984.  | Petar Cvetković                |
| I to će proći                         | 1985.  | Pavle                          |
| Ovni in mamuti                        | 1985.  |                                |
| Držanje za vazduh                     | 1985.  | Gligorije                      |
| Svečana obaveza                       | 1986.  | Ranko                          |
| The misfit brigade                    | 1987.  | Sven Hassel                    |
| Na putu za Katangu                    | 1987.  | policajac                      |
| Dogodilo se na današnji dan           | 1987.  |                                |
| Braća po materi                       | 1988.  | Veselin                        |
| Noć u kući moje majke                 | 1991.  | Gile                           |
| The hottest day of the year           | 1991.  | službenik zaplijene automobila |
| Kaži zašto me ostavi                  | 1993.  | milicioner                     |
| Podzemlje (Underground)               | 1995.  | Ivan                           |
| Tri letnja dana                       | 1997.  | Sergije                        |
| The young girl and the monsoon        | 1999.  | Milčo                          |
| Oxygen                                | 1999.  | Jerome Jerzy                   |
| Život je čudo                         | 2004.  | Luka                           |
| Optimisti                             | 2006.  | otac slijepe djevojke          |
| Konji vrani                           | 2007.  | Kir Teja                       |
| S.O.S. - Spasite naše duše            | 2007.  | Fikret                         |
| Buick Riviera                         | 2008.  | Hasan Hujdur                   |
| Turneja                               | 2008.  | Đuro                           |
| Đavolja varoš                         | 2009.  | Miloš                          |
| Coriolanus                            | 2011.  | poručnik Volsce                |
| Neprijatelj                           | 2011.  | Vesko                          |
| Najlepša je zemlja moja               | 2012.  | vlasnik trafike                |
| Top je bio vreo                       | 2014.  | Nikola                         |
| All that remains                      | 2015.  | Nikša                          |
| Ime: Dobrica, prezime: nepoznato      | 2016.  | Dobrica                        |
| Golden five                           | 2016.  | Lamarinić                      |

### Serije
| Naslov                    | Godina  | Uloga                  | Napomena   |
| ------------------------- | ------- | ---------------------- | ---------- |
| Salaš u Malom Ritu        | 1976.   | Milan                  | 13 epizoda |
| Čast mi je pozvati vas    | 1977.   | Slavko                 | 1 epizoda  |
| Varljivo leto '68         | 1984.   | Petar Cvetković        | 3 epizode  |
| Nedeljni zabavnik         | 1984.   | Slavko                 |            |
| Dome, slatki dome         | 1989.   | milicioner             | 1 epizode  |
| Bila jednom jedna zemlja  | 1996.   | Ivan                   | 6 epizoda  |
| Život je čudo             | 2006.   | Luka Đukić             | 3 epizode  |
| Jesen stiže, dunjo moja   | 2009.   | Kir Teja               | 2 epizode  |
| Turneja                   | 2011.   | Đuro                   | 3 epizode  |
| Montevideo, Bog te video! | 2014.   | Stanoje (odrastao)     | 3 epizode  |
| Ubice mog oca             | 2016. – | Sava (forenzičar)      | 20 epizoda |
| Počivali u miru           | 2018.   | Miljenko "Miki" Mazija | 6 epizoda  |
| Područje bez signala      | 2021.   | Ragan                  |            |

### TV filmovi
| Naslov            | Godina | Uloga          |
| ----------------- | ------ | -------------- |
| Lepše od snova    | 1976.  | dječak         |
| Kost od mamuta    | 1979.  | Dušan          |
| Svečana obaveza   | 1986.  | Ranko Koviljac |
| Od danas do sutra | 2006.  |                |

### Ostalo
| Naslov             | Godina | Uloga    | Napomena    |
| ------------------ | ------ | -------- | ----------- |
| Zimsko ferije      | 1979.  |          | kratki film |
| Prijatelji         | 1984.  |          | kratki film |
| Stevan M. Živković | 2010.  | Stevan   | kratki film |
| Sve to             | 2012.  | otac     | kratki film |
| Puna glava radosti | 2018.  | pacijent | kratki film |

## Galerija
- Plakat filma "Sjećaš li se Dolly Bell?"
- Slavko Štimac polovicom 1980-ih.

## Vanjske poveznice
- Slavko Štimac u internetskoj bazi filmova IMDb-u (engl.)